# Boddinstraße
Boddinstraße – stacja metra w Berlinie na linii U8, w dzielnicy Neukölln, w okręgu administracyjnym Neukölln. Stacja została otwarta w 1927. Nazwa pochodzi od nazwiska burmistrza Rixdorfu – Hermanna Boddina. Rixdorf w roku 1912 przemianowano na Neukölln.